# No Such Thing (Chris Cornell)
No Such Thing è un singolo del cantante statunitense Chris Cornell, pubblicato il 1º maggio 2007 come secondo estratto dal secondo album in studio Carry On.

## Successo commerciale
Il singolo ottenne successo solo negli Stati Uniti.

## Video musicale
Il videoclip è stato girato in una casa sulla foresta dove si consumano scene di violenza.